# سگ‌های پوشالی (فیلم ۱۹۷۱)
سگ‌های پوشالی (انگلیسی: Straw Dogs) یک فیلم تریلر روانشناسانه به کارگردانی سم پکینپا و بازی داستین هافمن و سوزان جرج است که در سال ۱۹۷۱ به نمایش درآمد. فیلمنامه سگ‌های پوشالی از پکینپا و دیوید زلاگ گودمن بر اساس رمان گوردون ویلیامز با نام محاصرهٔ مزرعهٔ ترنچر (۱۹۶۹) نوشته شده است. بازسازی این فیلم به کارگردانی راد لوری در سال ۲۰۱۱ منتشر شد.(مصرف مشروبات الکلی در همه آثار پکینپا یک کد برای شروع یک اتفاق شیطانی جز جدایی ناپذیر آن اثر سینمایی  هست) اما باید این را در نظر داشت که با ساخت سگهای پوشالی خود او در سینما برای نخستین بار در سال ۱۹۷۱ ساختارشکنی کرد و استفاده از صحنه‌های جنسی را برای آثار دیگر کارگردانان هالیوود آسان کرد تا بیشتر از هر زمان دیگر بی‌پرده هر آنچه در ذهن می‌پرورانند به روی پرده سینماها به نمایش بگذارند.
عنوان فیلم برگرفته از مطالبی در دائو ده جینگ است که مردم را به سگ نی تشریفاتی در چین باستان تشبیه می کند که تنها ارزش تشریفاتی دارند، اما پس از آن با بی تفاوتی کنار گذاشته می شوند.
سگ‌های پوشالی به دلیل سکانس‌های پایانی خشونت‌آمیز و دو صحنه پیچیده تجاوز جنسی که توسط هیئت‌های رتبه‌بندی فیلم‌های متعدد سانسور شده‌اند، مورد توجه قرار گرفته است. این فیلم که در همان سال با  پرتقال کوکی، ارتباط فرانسوی و هری کثیف اکران شد، جنجال بسیاری را در مورد افزایش خشونت در فیلم‌ها به پا کرد و اگرچه در آن زمان بحث برانگیز بود اما برخی از منتقدان آن را یکی از بهترین فیلم‌های پکینپا می‌دانند و توانست نامزد دریافت جایزه اسکار بهترین موسیقی فیلم شود.

## چکیده داستان
دیوید، ریاضیدان جوان آمریکایی، برای زندگی با همسرش به نواحی روستایی انگلیسی می آید تا بر روی تحقیقاتش تمرکز کند. او کارگران جوانی را از روستا برای تعمیر مزرعه استخدام می کند که در نهایت این زوج بدون خشونت را آزارمی دهند. هنگامی این تعرض ها اوج می گیرند که دیوید به دفاع از هنری نیلز، مردک ساده لوح روستا، متهم به قتل می پردازد، و روستاییان به این بهانه به مزرعه حمله می کنند. دیوید تمام هوشش را برای بقای خویش به خدمت می گیرد؛ او که در مزرعه رخنه کرده، تله هایی را همه جا کار می گذارد تا با توان حمله مهاجمانش برابری کند.

## بازیگران
- داستین هافمن - دیوید سامنر
- سوزان جرج - ایمی سامنر
- پیتر وان - تام هدن
- تی. پی. مک‌کنا - سرگرد جان اسکات
- دل هنی - چارلی ونر
- جیم نورتون - کریس کازی
- کن هاچینسون - نورمن اسکات
- لن جونز - بابی هدن
- پیتر آرن - جان نایلز
- کالین ولند - کشیش بارنی هود
- دیوید وارنر - هنری نایلز (ذکر نشده)